# Drop City
Drop City ist ein Roman des US-amerikanischen Schriftstellers T. C. Boyle aus dem Jahr 2003, in dem die Geschichte einer Hippie-Kommune erzählt wird, die im Jahr 1970 von Kalifornien nach Alaska übersiedelt. Ins Deutsche übersetzt wurde das Buch von Werner Richter.

## Personen
Star
eigentlich Paulette Regina Starr, hat im (fiktiven) Peterskill, New York als Grundschullehrerin in derselben Schule wie ihre Mutter gearbeitet und bei ihren Eltern gewohnt. Die immer wiederkehrende Anmerkung Dritter, wie sehr sie ihrer Mutter ähnele, frustriert sie zunehmend. Als sie eines Tages ihrem alten Schulfreund Ronnie wiederbegegnet, nimmt sie das als Anlass, auszusteigen.
Marco
Marco Connell ist nach einem anfänglichen Wetteifern mit Ronnie um Stars Herz den größten Teil des Buches ihr Freund. Er übernimmt von Beginn an Verantwortung und versucht als einer der Wenigen, auftretende Probleme zu lösen. Marcos philanthropische Weltanschauung hindert ihn nicht am Einsatz von körperlicher Gewalt. Sein Charakter ist das Bindeglied zwischen Trapper und Hippie, was ihn auch für Sess zum ersten Ansprechpartner und in Alaska zum wichtigsten Mitglied der Kommune macht.
Pan
eigentlich Ronnie Sommers, aus Peterskill, hat sich nach der Highschool mit diversen McJobs durchgeschlagen und ist ins Drogenmilieu abgerutscht. Mit Star flieht er vor dem Heroin, an dem bereits einige Freunde gestorben sind, und vor seinen Eltern, bei denen er zwar wohnt, die er aber verabscheut, nach Kalifornien. Ronnie ist, vor allem im Werben um Stars Gunst, das hedonistische Gegenstück zu Marco.

## Inhalt
Drop City besteht aus zwei sich aufeinander zubewegenden Handlungssträngen, die sich nach ungefähr der Hälfte des Buches vereinen. Der Hauptstrang erzählt die Geschichte der namensgebenden Kommune Drop City in Kalifornien, die etwa 60 Mitglieder umfasst. Jeder Aussteiger ist willkommen, das Leben geprägt von Drogen, Promiskuität und dem Versuch, im Einklang mit der Natur zu leben. Jeder Tag ist eine einzige Party, alles wird miteinander geteilt. Die Männer werden als Freaks und die Frauen als Bräute bezeichnet. Die Gemeinschaft leidet jedoch unter Spannungen aufgrund der ungleichen Verteilung der anfallenden Arbeiten, was zu Hygiene- und Versorgungsproblemen führt. Auch ist die Gruppe untereinander gespalten und nicht alle teilen die friedliebenden Ansätze. Als eines Tages die Zwangsräumung kurz bevorsteht, entschließt sich die Gemeinschaft, nach Alaska zu ziehen, wo ihr Guru Norm Sender ein Grundstück geerbt hat.
Parallel dazu wird die Geschichte des in Alaska sesshaften Trappers Sess Harder erzählt, der seine Traumfrau findet und sie heiratet. In Alaska treffen nun diese zwei unterschiedlichen Gesellschaften aufeinander, es entstehen Konflikte, aber auch Freundschaften.

## Rezeption
„Nicht Pop, sondern Kunst, schneidend scharf, aber voll feinem Hintersinn, der sich auftut, wenn man die oberflächliche Spannung erstmal überwunden hat. T.C. Boyle kann beides – analysieren und unterhalten.“

„Hardcore-Fans von Tom Coraghessan Boyle mögen diesen […] Roman möglicherweise zu abgeklärt finden, das sich andeutende Happy End in der Winterweihnacht gar als Verrat an der gewohnten Apokalypse. […] Das eine Auge hat Boyle auf die Utopie gerichtet, das andere auf die Realität. Er könnte dabei ins Schielen geraten und vorbeischießen. Große amerikanische Kunst, beides zu treffen.“

„Boyles Stärke ist seine dialektische Schilderung des Kampfs von Außenseitern, die entweder in die Gesellschaft eindringen oder sie um jeden Preis verlassen wollen. […] Ein Schriftsteller, der uns wie Boyle alle acht Jahre ein solches Buch schenkt, muß zu den Großen gezählt werden.“

## Buch
- T. C. Boyle: Drop City. Übers. Werner Richter. dtv, München 2009, ISBN 978-3-423-21113-0.